# Udehejczycy
Udehejczycy, także: Udehejcy, Udegejczycy i Udegejcy (nazwa własna: udee, uddee, udehe) – autochtoniczna tunguska grupa etniczna ze wschodniej Syberii (Rosja).
Populacja Udehejczyków liczy 1496 osób (rosyjski spis powszechny z 2010); zamieszkują oni głównie północny wschód Kraju Nadmorskiego i południowy wschód Kraju Chabarowskiego – w górach Sichote-Aliń i w pobliżu prawych dopływów Ussuri i Amuru. Największym skupiskiem Udehejców jest wieś Agzu.
Używają języka udehejskiego, należącego do języków tungusko-mandżurskich, choć w ostatnich latach jest on wypierany przez rosyjski i obecnie posługuje się nim około 100 osób (7% populacji).
Zmiany populacji Udehejczyków
| Rok  | Liczba Udehejczyków (według danych spisowych) |
| ---- | --------------------------------------------- |
| 1897 | 2407                                          |
| 1926 | 1357                                          |
| 1959 | 1444                                          |
| 1970 | 1469                                          |
| 1979 | 1551                                          |
| 1989 | 2011                                          |
| 2002 | 1657                                          |
| 2010 | 1496                                          |

Tradycyjnymi zajęciami tego ludu są myślistwo i rybołówstwo oraz zbieractwo. W ostatnich latach dość istotną rolę dla gospodarczego bytu przedstawicieli tego ludu odgrywa zbieranie żeń-szenia.
Tradycyjną religią Udehejczyków był szamanizm, obecnie zachowały się tylko jego przeżytki, a formalnie naród ten w większości wyznaje prawosławie.